# Kingsley Madu
Kingsley Madu, né le 12 décembre 1995 à Kaduna au Nigeria, est un footballeur international nigérian qui évolue au poste de défenseur.

## Biographie

### Carrière en club
En janvier 2014, il signe un contrat de trois ans en faveur du club slovaque de l'AS Trenčín,.
Avec cette équipe, il participe aux tours préliminaires de la Ligue des champions et de la Ligue Europa.

### Carrière internationale
Avec les moins de 20 ans, il participe à la Coupe d'Afrique des nations junior 2013, au Tournoi de Toulon 2013, et à la Coupe du monde des moins de 20 ans 2013. Lors du mondial junior organisé en Turquie, il joue quatre matchs. Le Nigeria atteint les huitièmes de finale de la compétition, en étant battue par l'Uruguay.
Il reçoit sa première sélection en équipe du Nigeria le 13 juin 2016, contre le Tchad, dans le cadre des éliminatoires de la Coupe d'Afrique des nations 2017 (victoire 2-0).
Il fait partie de la liste des 18 joueurs nigérians sélectionnés pour disputer les Jeux olympiques d'été de 2016.

## Palmarès

### En club
- Avec l'AS Trenčín
  - Champion de Slovaquie en 2015 et 2016
  - Vainqueur de la Coupe de Slovaquie en 2015 et 2016

- - Zulte Waregem
    - Coupe de Belgique
      - Vainqueur : 2017

### En sélection nationale
- Médaille de bronze aux Jeux olympiques d'été de 2016